# Aversa Asprinio
L'Aversa Asprinio est un vin blanc, tranquille ou mousseux, protégé par une DOC, dans la région viticole de Campanie, dans le Sud de l'Italie. La spécificité de son vignoble est d'être conduit en hautain, comme sous l'Antiquité romaine, mode de conduite qui se retrouve au Portugal dans la région du vinho verde. 

## Histoire
C'était le vin traditionnel des souverains angevins de Naples au Moyen Âge. Ses premières traces se retrouvent dans les rares documents du XIVe siècle qui témoignent de la passion que Robert d'Anjou, comte de Provence et roi de Naples, avait pour les vins élaborés avec l'asprinio.
C'est Louis de Pierrefeu, échanson du roi Robert, qui détecta le potentiel de ce terroir viticole sur les coteaux près d'Aversa. Son choix s'est avéré être judicieux.
Au début des années 1700, des négociants français et hongrois venaient à Aversa se fournir en raisins afin de produire des vins mousseux.
En visite à Naples en 1843, Alexandre Dumas, découvrit la gastronomie locale, il explique dans Le Corricolo « À cela, je répondrai que Dieu est grand, la mer profonde, le macaroni à deux sous la livre et l'asprinio d'Aversa à deux liards le fiasco. Pour l'instruction de nos lecteurs, qui ne savent probablement pas ce que c'est que l'asprinio d'Aversa, nous leur apprendrons que c'est un joli petit vin qui tient le milieu entre la tisane de champagne et le cidre de Normandie. »
Ce fut un vin de choix recherché à Naples jusque dans les années 1950. Puis sa production périclita et au cours des années 1980, un bon Asprinio devint difficile à trouver, même dans son lieu privilégié de consommation.
Actuellement, ce vin est en plein renouveau depuis qu'il a été protégé par une DOC, en juillet 1993. Il retrouve donc un présent et sans doute un avenir avec la hausse de la demande des spumantes en Italie, en particulier dans les zones touristiques comme la côte amalfitaine.

## Géographie

### Géologie
Le tuf de Naples, composé de débris de pierres-ponces et d'obsidienne, est une formation marine tertiaire. Ces couches de tuf sont horizontales dans la plaine qui va d'Aversa à Caserte. Ce n'est qu'en approchant du Vésuve qu'elles s'élèvent. 
L'exploitation de ce tuf, dans la province de Caserte, a pris une telle ampleur qu'un député européen italien a fait remonter  l'affaire jusqu'à Bruxelles parlant d'une « grave affaire environnementale ». Il a expliqué qu'en un demi-siècle une spéculation éhontée a défiguré le paysage qui a subi « l'impact d'une activité d'extraction inconsidérée qui s'est traduit par la création d'une trentaine de carrières ». L'extraction des roches a inexorablement déblayées des collines entières et, de plus, les carrières abandonnées ont créé un paysage lunaire de désolation.

### Orographie
La topographie de la zone du vignoble est plate et ne s'élève rarement à plus de 60 mètres au-dessus du niveau de la mer. Les vignes pouvant fournir du vin de l'appellation s'arrêtent aux pieds des volcans napolitains les plus proches que sont le Solfatare et les Champs Phlégréens. 

### Climat
Ce terroir bénéficie d'un climat méditerranéen avec des étés chauds et secs. Le reste de l'année est marqué par des épisodes pluvieux généralement courts mais violents.

Les cinq provinces de Campanie.

| Mois                              | jan.  | fév. | mars | avril | mai  | juin | jui. | août | sep. | oct.  | nov.  | déc.  | année   |
| --------------------------------- | ----- | ---- | ---- | ----- | ---- | ---- | ---- | ---- | ---- | ----- | ----- | ----- | ------- |
| Température minimale moyenne (°C) | 3     | 4    | 6    | 8     | 12   | 16   | 18   | 18   | 15   | 11    | 7     | 5     | 10,2    |
| Température moyenne (°C)          | 7,5   | 8,5  | 10,5 | 13    | 17   | 21   | 23,5 | 23,5 | 20,5 | 16,5  | 12    | 9     | 15,2    |
| Température maximale moyenne (°C) | 12    | 13   | 15   | 18    | 22   | 26   | 29   | 29   | 26   | 22    | 17    | 13    | 20,1    |
| Précipitations (mm)               | 104,1 | 99,1 | 86,4 | 76,2  | 50,8 | 33   | 25,4 | 40,6 | 81,3 | 129,5 | 162,6 | 121,9 | 1 010,9 |

| Diagramme climatique                                  |         |         |         |          |        |          |          |          |           |          |          |
| J                                                     | F       | M       | A       | M        | J      | J        | A        | S        | O         | N        | D        |
| 123104,1                                              | 13499,1 | 15686,4 | 18876,2 | 221250,8 | 261633 | 291825,4 | 291840,6 | 261581,3 | 2211129,5 | 177162,6 | 135121,9 |
| Moyennes : • Temp. maxi et mini °C • Précipitation mm |         |         |         |          |        |          |          |          |           |          |          |

## Vignoble

### Présentation
C'est un vin DOC dont la zone de production se trouve dans les provinces de Caserte et Naples. Elle comprend 22 communes qui sont : Aversa, Casal di Principe, Casapesenna, Cesa, Frignano, Gricignano di Aversa, Orta di Atella, San Cipriano d'Aversa, San Marcellino, Sant'Arpino, Succivo, Teverola, Trentola-Ducenta, Villa di Briano et Villa Literno, dans la province de Caserte, ainsi que Giugliano in Campania, Qualiano et Sant'Antimo, dans la province de Naples.

### Encépagement
L'asprinio, cépage blanc dont l'origine est inconnue, est cultivé presque exclusivement dans le terroir viticole autour d'Aversa. Lors du passage en DOC, il n'y avait plus qu'un demi-hectare en production. En 1997, la commission européenne donna son aval pour la plantation de trois hectares supplémentaires. C'est un cépage qui a une grande résistance à l'oïdium et au mildiou, mais qui est très sensible au carpocapse.
Des tests ADN ont montré qu'il s'agissait de la même variété que greco bianco. Déjà en 1804, le franciscain Nicola Columella Onorati avait décrit ce cépage comme une sous-variété du greco. 

### Méthodes culturales et réglementaires

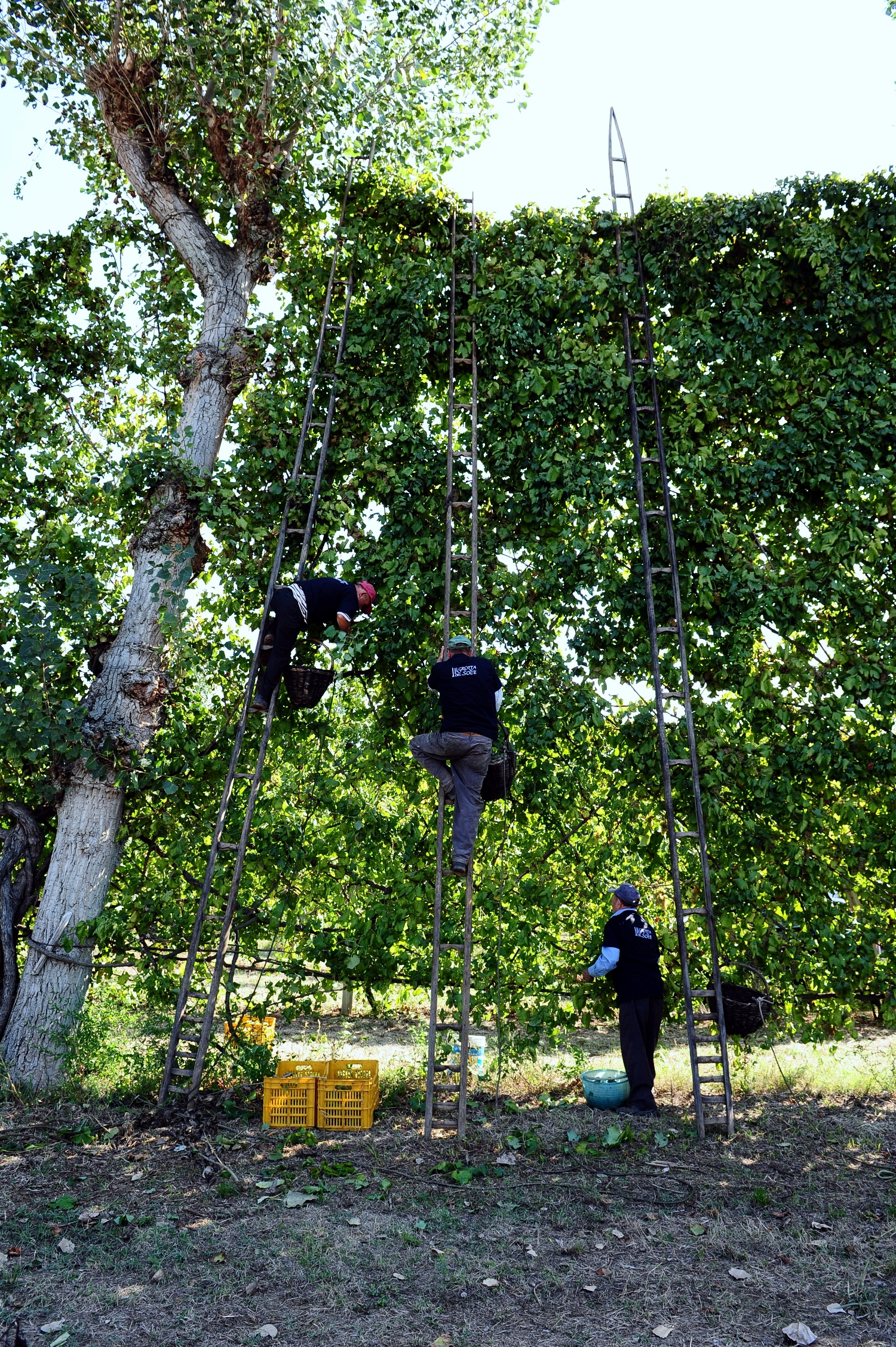
Vendanges sur hautain DOC Aversa Asprinio.

Le mode de conduite du vignoble se fait en hautain (alberata aversana). Les vignes, qui se fixent aux arbres, le plus souvent des peupliers, peuvent monter jusqu'à 4,5 à 6 mètres ou plus. Actuellement, seule la moitié des producteurs utilise ce mode de conduite. Ces vignes arbustives doivent être taillées de façon drastique en raison de leur grande vigueur. 
Peuvent postuler à la DOC uniquement les vins blancs élaborés à base du cépage Asprinio. Cette production peut, selon les indications légales, être étiquetée Aversa ou Aversa Asprinio.
Aversa Asprinio existe sous deux formes : tranquille et mousseux. Ce dernier est de loin le plus commun et doit, en vertu des règlements de DOC, être élaboré uniquement à base d'asprinio. Sa rareté a autorisé la mise en marché de mousseux qui se composent de 85 % de ce cépage, les 15 % restants provenant d'autres variétés.

### Vinification et élevage
Les vendanges se font entre septembre et octobre, pour obtenir un vin qui titre entre 10,5 et 12,5°. Il est conservé dans des grottes à 15 mètres sous le niveau de la mer, creusées dans le tuf, ce qui lui garantit une température constante de 13 °C toute l'année. Lorsqu'il est vinifié comme spumante, il reste pendant 48 mois sur lies. Ensuite, la prise de mousse est obtenue, comme pour beaucoup de mousseux italiens, par la méthode de la cuve close, dont le brevet fut déposé en Suisse par Federico Martinotti en 1895. Le volume de vin élaboré est de 2 633 hectolitres, ce qui représente 1,47 % de la production de la Campanie.

### Terroir et vins
Ce type de conduite peut faire produire plus de 100 kilos de raisins par cep. Il donne un vin blanc qui se présente dans une robe de teinte citron prononcée allant jusqu'au jaune paille avec des reflets verdâtres. À sa dégustation, il dégage au nez des notes fines et fruitées avec des touches florales et une sensation finale citronnée. En bouche, ce vin corsé et sec révèle une légère amertume. C'est la caractéristique de son cépage, dont on pense que l'origine de son nom proviendrait du latin asper (amer, âpre). L'agitation exhale ses arômes d’une fraîcheur et d’une sapidité caractéristiques. 

### Type de vins et gastronomie
Le vin tranquille est servi à la température ambiante entre 7 et 10 °C. Le mousseux est élaboré en deux versions, demi-sec et brut qui sont d'excellente qualité. Avec son goût sec et sa légèreté, c'est un très bon apéritif. Les vins tranquilles, où les arômes de citron et d'agrumes sont dominants, sont d'une belle fraîcheur en bouche, et se terminent par une note amère et tonique. 
Ces trois vins blancs, aux notes fruitées et tout en fraîcheur, accompagnent des entrées froides et mettent en valeur les crustacés, les fruits de mer crus et les mollusques ainsi que les plats à base de fruits de mer comme les spaghettis aux coques, les calamars en sauce, les poissons grillés ou en carpaccio et les soupes de poissons, mais aussi la mozzarella de bufflonne et les pizzas. Tous ces vins sont à boire rapidement dans l'année,.

### Producteurs et négociants
Les principaux vinificateurs sont la Cantine Grotta del Sole, Caputo, I Borboni et Fescine de Caputo. 

### Commercialisation
| Province | Vendanges | Volume (hl) |
| Caserte  | (1993/94) | 864,25      |
| Caserte  | (1994/95) | 67,78       |
| Caserte  | (1995/96) | ?           |
| Caserte  | (1996/97) | 153,95      |
| Naples   | (1993/94) | 536,19      |
| Naples   | (1994/95) | 413,32      |
| Naples   | (1995/96) | 727,39      |
| Naples   | (1996/97) | 730,17      |